# 女性買春團
女性買春團即女性性旅游，是指女性組團到某一旅游景点集體参加男妓給予的性服務，属于性旅游一种。社會风气越開放的国家和地区這種行越屢見不鮮。
傳統文化的束縛下相對於男性集體嫖妓對這方面關注不多。女性性旅游的主要目的地是東歐、南欧和西亞（主要是意大利、希腊、克罗地亚、斯洛文尼亚、乌克兰、葡萄牙、西班牙、土耳其和敘利亞）、加勒比地区（牙买加、巴巴多斯和多米尼加共和国）和非洲（突尼斯、赞比亚和肯尼亚），印尼巴厘島， 泰国的芭提雅或普吉府。其他目的地还包括尼泊尔、摩洛哥、斐济、厄瓜多尔和萨尔瓦多。
一项估计显示，自1980年至今有65万西方女性参与过买春活动，其中很多还是回头客。根据另一项估计有8万北美和欧洲女性为买春每年到牙买加旅游。
中國目前相對於其他國家女性在性方面相對保守，所以所見不多。但是香港澳門這些地區開放程度較深，常常會有女性組團到內地（大陸）尋歡，有一些是來旅遊順便享受，富家女性較多。常常選擇的目的地有山東、北京、東北地區，新疆，和幾個沿海大城市。
交易價格分單人價，群體價。單人價是女性在一群男人中單獨挑選自己喜歡的口味，價格視被挑選對象的質素而定，幅度在400-3000人民幣之間。群體價類似批發，男性團體直接給女性服務，價格較低廉，500-1000人民幣之間最多。這種行業可以牟取暴利，但是男妓就凄慘多了，收入得有80%被鴨頭拿走，團體所得更少。從事男妓者多為足球或其他運動員，在校大學生，甚至有高中生，一天要接5次以上客人。有些是經濟問題自愿加入，有些是被脅迫。